# Praha-Uhříněves
Praha-Uhříněves – stacja kolejowa w Pradze, w Czechach, w dzielnicy Praga 22 przy ulicy U Starého nádraží 262/2. Znajduje się na linii 221 Praga – Benešov u Prahy, na wysokości 290 m n.p.m.. Jest to również stacja towarowa, na której znajduje się terminal kontenerowy.

## Linie kolejowe
- 221: Praga – Benešov u Prahy